# Polygonia interposita
Polygonia interposita ist ein Schmetterling (Tagfalter) aus der Familie der Edelfalter (Nymphalidae), der in Asien vorkommt.

## Beschreibung
Polygonia interposita ist Polygonia egea und dem C-Falter (P. c-album) sehr ähnlich, sie hat aber rundere Einschnitte am Flügelrand,  ausgedehntere schwarze Flecke und einen besonders dunklem Saum am Außenrand beider Flügel. Die Unterseite ist sehr dunkel und das weiße Zeichen des Flügels neigt zum Verschwinden.

## Vorkommen und Lebensweise
Polygonia interposita kommt vom Ghissar- bis zum Altai-Gebirge, in Nordwest-China und im Himalaya vor. Die Falter fliegen von März bis Oktober in zwei Generationen. Sie leben in Schluchten und an Berghängen bis auf 2500 Meter Höhe.

## Systematik
Polygonia interposita wurde 1881 von Staudinger als Form des C-Falters (P. c-album) beschrieben. Seitz (1909) sieht sie als Form von Polygonia egea an. Churkin hebt sie 2003 auf Art-Status, was durch DNA-Analyse von 2009 bestätigt wird. Sie ist demnach eng mit P. c-album und weiter entfernt mit P. egea verwandt. Da die Gattung Polygonia auch manchmal als Untergattung von Nymphalis betrachtet wird, gibt es das Synonym Nymphalis interposita.